# Таргет-центр

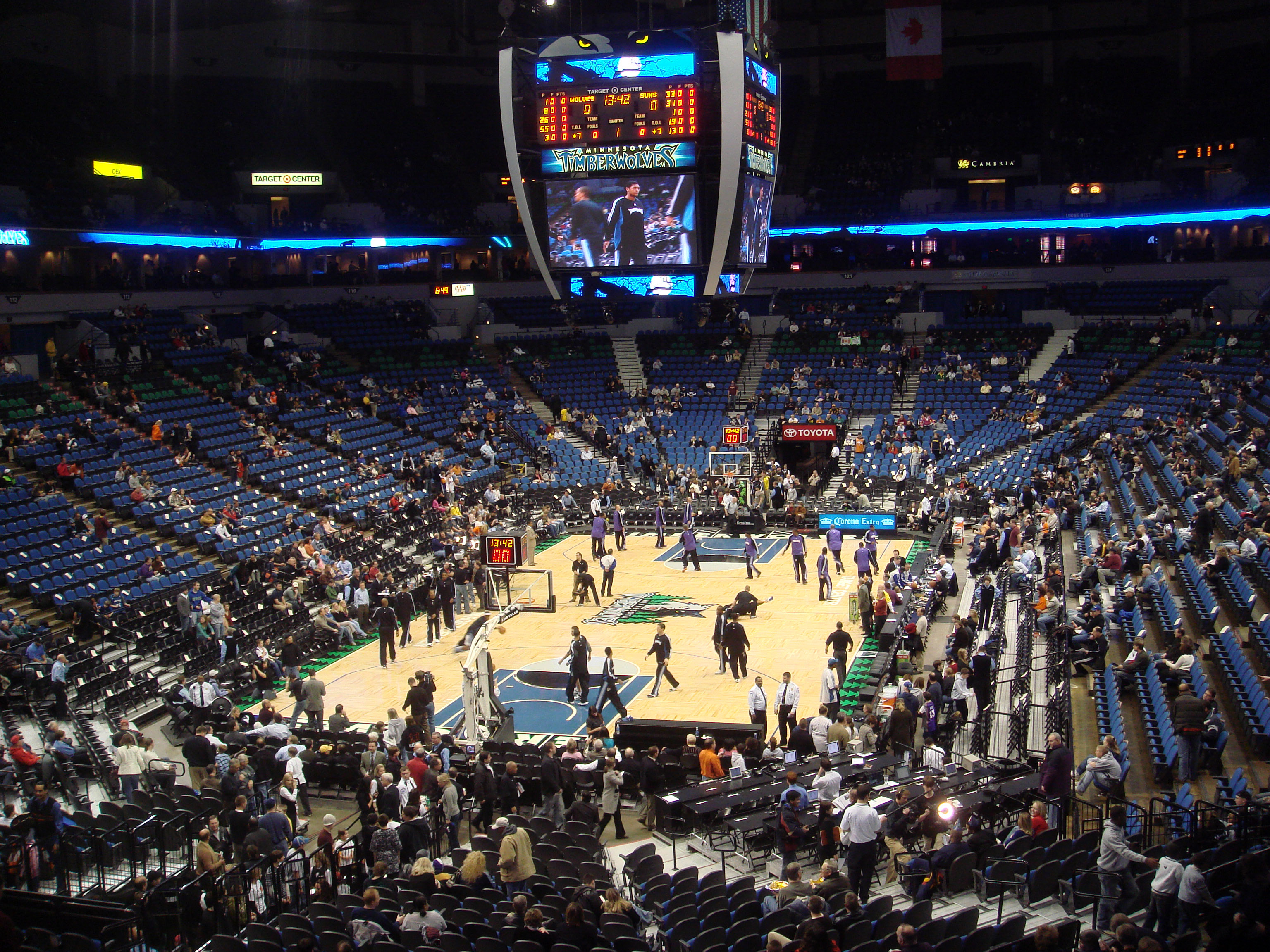
Розминка перед грою баскетбольних команд Міннесота Тімбервулвз та Фінікс Санз

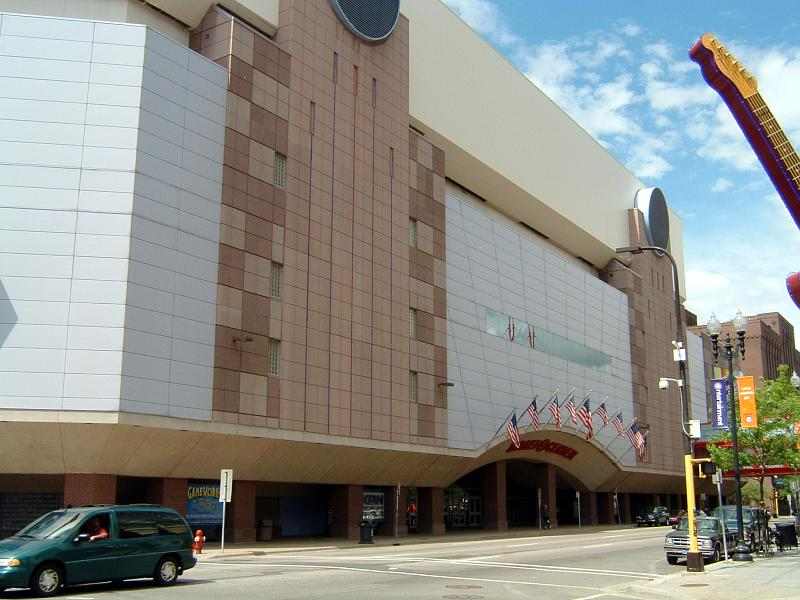
Вхід до «Таргет-центру»

 «Таргет-центр»  (англ. Target Center) — спортивний комплекс у Міннеаполіс, Міннесота (США), відкритий у 1990 році. Місце проведення міжнародних змагань з кількох видів спорту і домашня арена для команд «Міннесота Тімбервулвз», НБА та «Міннесота Лінкс».
Координати: 44°58′46.28″ пн. ш. 93°16′33.9″ зх. д. / 44.9795222° пн. ш. 93.276083° зх. д.

## Місткість
- Баскетбол 20 500
- Хокей із шайбою 17 500